# 심플 머신스 포럼
심플 머신스 포럼(Simple Machines Forum)은 인터넷 포럼과 메시지 게시판 서비스를 제공하는 오픈 소스 웹 애플리케이션이다. 이 이름은 개발자가 초보 프로그래머가 운용할 수 있는 웹사이트를 제공하고 최소한의 서버 리소스를 요구하겠다고 하는 초기 목표를 반영한다. 심플 머신스는 2009년 forum-software.org의 최고의 자유 포럼 소프트웨어상을 수상했다.

## 제품
| 버전    | 출시일          | 최신 리비전 | 리비전 날짜      | 개발      |
| ------- | --------------- | ----------- | ---------------- | --------- |
| SMF 1.0 | 2003년 9월 30일 | 1.0.23      | 2012년 12월 16일 | 개발 중단 |
| SMF 1.1 | 2006년 12월 3일 | 1.1.21      | 2015년 4월 24일  | 개발 중단 |
| SMF 2.0 | 2011년 6월 11일 | 2.0.19      | 2021년 12월 21일 | 개발 중   |
| SMF 2.1 | 2022년 2월 9일  | 2.1.2       | 2022년 5월 9일   | 개발 중   |

1. ↑  Replaced by SMF 1.1
2. ↑  Replaced by SMF 2.0
3. ↑  There are 33 improvements between 2.0 and 1.1[3]
4. ↑  There are 54 improvements between 2.0 and 2.1[4]